# Piranga
Ne doit pas être confondu avec Pinanga.
Genre
Le genre Piranga comprend onze espèces de passereaux de la famille des Cardinalidae.

## Taxinomie
Les recherches phylogénétiques de Burns et al. (2003) et Klika et al. (2007) ont démontré que les espèces du genre Piranga sont des Cardinalidae et non des Thraupidae.
Ce changement de taxinomie a été avalisé par l'American Ornithologists' Union en 2008, ce qui a amené le CINFO à leur attribuer le nouveau nom normalisé de Piranga en 2010.

## Liste des espèces
D'après la classification de référence (version 5.2, 2015) du Congrès ornithologique international (ordre phylogénique) :
- Piranga bidentata – Piranga à dos rayé
- Piranga lutea – Piranga bourgogne
- Piranga flava – Piranga orangé
- Piranga hepatica – Piranga à joues grises
- Piranga rubra – Piranga vermillon
- Piranga roseogularis – Piranga à gorge rose
- Piranga olivacea – Piranga écarlate
- Piranga ludoviciana – Piranga à tête rouge
- Piranga leucoptera – Piranga bifascié
- Piranga erythrocephala – Piranga érythrocéphale
- Piranga rubriceps – Piranga à capuchon